# Bembidion obscurellum
Bembidion obscurellum är en skalbaggsart som beskrevs av Victor Ivanovitsch Motschulsky. Bembidion obscurellum ingår i släktet Bembidion och familjen jordlöpare. Arten förekommer tillfälligt i Sverige, men reproducerar sig inte. Inga underarter finns listade i Catalogue of Life.